# イルフォニック
IllFonic, LLC（イルフォニック）はアメリカのコロラド州ゴールデンに拠点を置くインディーゲーム開発会社。ワシントン州タコマとテキサス州オースティンに支部を設けている。チャールズ・ブルンガート（Charles Brungardt）、ケドリン・ゴンザレス（Kedhrin Gonzales）、R&Bのアーティスト/プロデューサーとして知られるラファエル・サディーク（Raphael Saadiq）らによって2007年に創立された。IllFonicは非対称型対戦ゲームの開発を得意としており、これまでに「13日の金曜日：ザ・ゲーム（原題：Friday the 13th: The Game）」 、「プレデター：ハンティン・グラウンド（原題：Predator: Hunting Grounds）」、「ゴーストバスターズ／スピリッツ・アンリーシュド（原題：Ghostbusters: Spirits Unleashed）」などを開発している。
IllFonic設立者の一人であるチャールズ・ブルンガートは大学卒業後、プロデューサー兼レコーディング・エンジニアとして働いており、当時に活動していたR&Bアーティストのラファエル・サディークからゲーム開発会社の設立を提案される。 ブルンガートは幼少期からゲームやプログラミングに興味を持っており、その後ロサンゼルスからデンバーに拠点を移しケドリン・ゴンザレスと共にガレージでIllFonicを設立してゲーム開発に着手した。 なおサディークも発案者として共同設立者の一人となっている。 スタジオ設立後も拠点を転々としており、アパートの一室やバーの上の階をスタジオとして使っていたが2013年6月にコロラド州デンバーのGolden Triangle地区に落ち着いた。 ちなみに2010年3月5日、バーの上の階にスタジオを構えていた当時、スタジオの隣にあったヘッドショップに強盗が入り、勘違いした地元警察がIllFonicのスタジオに乱入、スタッフ3名が手錠をかけられ銃を突きつけられるアクシデントが発生した。
2020年1月には元ソニー・インタラクティブ・エンタテインメント幹部であるジオ・コルシ（Gio Corsi）が最高製品責任者としてIllFonicに加わっており、同時期には3つ目のオフィスをテキサス州オースティンに開設している。
2024年6月には1980年代の映画「Killer Klowns From Outer Space（邦題：キラークラウン）」を原作にしたゲーム「キラークラウン：ザ・ゲーム」が発売される。映画の原作者・制作者であるキオド兄弟もゲーム開発に監修として携わっている。
| 年   | タイトル                                 | 機種                                                             | パブリッシャー                           |
| ---- | ---------------------------------------- | ---------------------------------------------------------------- | ---------------------------------------- |
| 2012 | Nexuiz                                   | Xbox 360, Windows                                                | THQ                                      |
| 2017 | Friday the 13th: The Game                | Nintendo Switch, PlayStation 4, Windows, Xbox One                | Gun Media                                |
| 2017 | Dead Alliance                            | PlayStation 4, Windows, Xbox One                                 | Maximum Games                            |
| 2020 | Predator: Hunting Grounds                | PlayStation 4, PlayStation 5, Windows, Xbox Series X/S           | Sony Interactive Entertainment, IllFonic |
| 2021 | Arcadegeddon                             | PlayStation 4, PlayStation 5, Windows, Xbox One, Xbox Series X/S | IllFonic                                 |
| 2022 | Ghostbusters: Spirits Unleashed          | PlayStation 4, PlayStation 5, Windows, Xbox One, Xbox Series X/S | IllFonic                                 |
| 2024 | Killer Klowns from Outer Space: The Game | PlayStation 5, Windows, Xbox Series X/S                          | IllFonic                                 |